# Bajo Cinca
Bajo Cinca, katalanisch Baix Cinca, ist eine Comarca (Verwaltungseinheit) der Autonomen Region Aragonien in Spanien. Sie liegt im Osten Aragoniens, jeweils zum Teil in den Provinzen Huesca und Saragossa. Auf einer Fläche von 1.419,91 km² hat sie 24.958 Einwohner (Stand 1. Januar 2022). Die Hauptstadt ist Fraga, die größte der elf zugehörigen Gemeinden (Municipios). Der Name der Comarca rührt daher, dass sie am Unterlauf des Flusses Cinca liegt, der bei Mequinenza in den Segre fließt, einen Nebenfluss des Ebro.
Bajo Cinca grenzt im Westen an die Comarca Monegros, im Norden an Cinca Medio und La Litera, im Osten an die Provinz Lleida (Comarca Segrià) und im Süden an Bajo Aragón-Caspe. Neben Fraga gehören die Gemeinden Ballobar, Belver de Cinca, Candasnos, Chalamera, Mequinenza, Ontiñena, Osso de Cinca, Torrente de Cinca, Velilla de Cinca und Zaidín zur Comarca.
Die Geographie der Comarca ist durch den Kontrast zwischen den fruchtbaren Uferlagen am Ebro, Cinca und Segre und den trockenen übrigen Böden gekennzeichnet. In den letzten Jahren hat die Bewässerungswirtschaft in den Trockenlagen begonnen, was die Landschaft verändert hat. Die Serreta Negra ist von hoher ökologischer Bedeutung, das sie verschiedene endemische Pflanzenarten beherbergt.
Im Kulturerbe der Comarca sind besonders in Fraga die Kirche San Pedro (Peterskirche) und Villa Fortunatus erwähnenswert. Bei letzterer handelt es sich um die Überreste einer römischen Villa. Auch die romanischen Einsiedeleien von Santa María de Chalamera und San Valero de Velilla und die romanischen Kirchen in Ballobar und Ontiñena sowie die Burg von Mequinenza sind erwähnenswert.
Zu den Söhnen der Comarca gehören die Schriftsteller Ramón J. Sender und Jesús Moncada.
Die Comarca ist zweisprachig. Die Bevölkerung der Gemeinden Fraga, Mequinenza, Torrente de Cinca, Velilla de Cinca und Zaidín spricht mehrheitlich Katalanisch und gehören zur Franja de Aragón, den katalanischsprechenden Gebieten Aragoniens, die die Westgrenze des katalanischen Sprachgebiets bilden. Die Einwohner von Ballobar, Belver de Cinca, Candasnos, Chalamera, Ontiñena und Osso de Cinca hingegen haben mehrheitlich Spanisch (castellano) als Muttersprache.

## Gemeinden
| Gemeinde           | Einwohner (2024) | Fläche km² | Dichte Einw./km² | Cod INE | Postleitzahl | Provinz   |
| ------------------ | ---------------- | ---------- | ---------------- | ------- | ------------ | --------- |
| Ballobar           | 864              | 127,73     | 7                | 22046   | 22234        | Huesca    |
| Belver de Cinca    | 1.270            | 82,63      | 15               | 22052   | 22533        | Huesca    |
| Candasnos          | 422              | 122,45     | 3                | 22077   | 22591        | Huesca    |
| Chalamera          | 131              | 11,50      | 11               | 22094   | 22233        | Huesca    |
| Fraga              | 15.390           | 437,64     | 35               | 22112   | 22520        | Huesca    |
| Mequinenza         | 2.232            | 307,45     | 7                | 50165   | 50170        | Saragossa |
| Ontiñena           | 513              | 136,96     | 4                | 22165   | 22232        | Huesca    |
| Osso de Cinca      | 652              | 27,66      | 24               | 22167   | 22532        | Huesca    |
| Torrente de Cinca  | 1.148            | 56,80      | 20               | 22234   | 22590        | Huesca    |
| Velilla de Cinca   | 507              | 16,54      | 31               | 22245   | 22528        | Huesca    |
| Zaidín             | 1.785            | 92,55      | 19               | 22254   | 22530        | Huesca    |
| Comarca Bajo Cinca | 24.914           | 1.419,91   | 18               | –       | –            | –         |